# あめぞう (人物)
あめぞうは、マルチスレッドフロート型掲示板の発明者。宮島工業高等学校教諭（「あめぞうリンク」開設当時）。
とある生徒のアイディアを元に彼が1997年に開設した「あめぞうリンク」に設置した匿名の電子掲示板あめぞう型掲示板（「あめぞう」と略して呼ばれることが多い）は、複数の話題を扱うには問題のあった当時の掲示板システムを大きく改善し、効率的な閲覧を実現した。結果、1999年には日本でも最大の利用数を誇る掲示板となり、2ちゃんねるもこの副次的存在として始まった。2ちゃんねるは数千万人単位で利用され、4chanや8chanなど国外の画像掲示板にも派生しているが、あめぞうがその大元であり、日本で大規模な匿名掲示板を介する幅広い交流を確立したのはあめぞうである。
度重なるサーバーダウンや荒らしに対処しきれず、あめぞうリンクは2000年に閉鎖したが、後に1ch.tvの設立にも携わっている。
あめぞう本人は1ch.tv運営板から流出した2001年10月末の書き込みを最後に、「あめぞう」創設者としては表だった活動をしていない。